# Stenhamra
Stenhamra – miejscowość (tätort) w Szwecji, w regionie administracyjnym (län) Sztokholm, w gminie Ekerö.
Według danych Szwedzkiego Urzędu Statystycznego liczba ludności wyniosła: 3588 (31 grudnia 2015), 3559 (31 grudnia 2018) i 3591 (31 grudnia 2019).